# Capul Velîkî Fontan
Capul Velîkî Fontan (în ucraineană Мис Великий Фонтан, în rusă Мыс Большой Фонтан) este punctul sudic al Golfului Odesa. Este situat în partea de sud a orașului Odesa.